# Port Nagoya
Port Nagoya (jap. 名古屋港 Nagoya-kō) – port morski w Nagoi w zatoce Ise. Jeden z czterech wielkich portów morskich w Japonii, obok Jokohamy, Osaki oraz Kobe. Port w Nagoi obsługuje około 10% wartości handlu japońskiego. Głównym towarem eksportowym portu są samochody Toyota.

## Porty siostrzane
- Port of Los Angeles, Stany Zjednoczone
- Port Baltimore, Stany Zjednoczone
- Port Fremantle, Australia
- Port Antwerp, Belgia